# Lancia (casato)
I Lancia (o Lança secondo la dizione in provenzale antico) furono, nel corso del XIII secolo, una delle più eminenti casate ghibelline italiane, nonché titolari di vasti possedimenti feudali in Piemonte e nel Regno di Sicilia.
Discendente degli Aleramici marchesi di Busca, la casata dei Lancia si trapiantò in Sicilia in epoca sveva, grazie agli stretti legami politici e di parentela con l'imperatore e re Federico II. Egli infatti intrattenne una lunga relazione con Bianca Lancia, che divenne sua moglie in articulo mortis e fu madre del suo successore, Manfredi. In seguito alla conquista angioina i Lancia divennero i capofila del partito legittimista, e Galvano e Federico, fratelli di Bianca e zii di Manfredi, seguirono l'ultimo svevo, Corradino, fino alla tragica sconfitta di Tagliacozzo nel 1268.
Nuovamente esiliati, i figli di Federico, Corrado I Lancia e Manfredi, entrarono al servizio del re Pietro III d'Aragona, di cui furono tra i principali capitani durante la Guerra del Vespro. Corrado, valoroso ammiraglio, morì nella Battaglia di Capo d'Orlando nel 1299.
La casata si estinse nella linea maschile principale con le nipoti di Corrado, Cesarea ed Eleonora, la quale trasmise per matrimonio la contea nissena al principe aragonese Giovanni di Randazzo. Ulteriori linee collaterali proseguirono fino a epoche più recenti nei Lancia di Sicilia

## Storia

### Origini

#### Manfredi I e i Lancia in Piemonte
Le origini dei Lancia sono da ricondurre al primo loro esponente di cui si ha notizia con questo nome, Manfredo I Lancia (della casata aleramica dei marchesi di Busca, nell'attuale provincia di Cuneo, morto intorno al 1214): questi, secondo una ricostruzione mitica dei tardi commentatori come Iacopo d'Acqui e Antonio Astesano, avrebbe dovuto il nome per essere stato lancifero (o capitano della grande lancia) dell'imperatore Federico Barbarossa, ma un suo servizio all'imperatore non è confermata dalle fonti. Il soprannome "Lancia", abbastanza comune in una società inquadrata militarmente come quella medievale, venne probabilmente affibbiato a Manfredi solo per distinguerlo dal contemporaneo e cugino, il marchese Manfredo di Saluzzo. Manfredi Lancia era a sua volta figlio di Guglielmo del Vasto, primo marchese di Busca e discendente di Aleramo del Monferrato, signore anche di terre nei pressi Loreto (Asti).

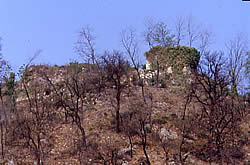
Resti del castello dei marchesi di Busca

Manfredo "Lancia", fu un personaggio di una certa importanza nel panorama feudale del Nord Italia a cavallo tra XII e XIII secolo. Ereditò parte del Contado di Loreto, tra Tanaro e Belbo, dai suoi zii Bonifacio di Cortemiglia e Ottone Boverio. Successivamente la divise col fratello Berengario e altri parenti. Inizialmente mantenne il castello di Busca, ma poi lo lasciò a Berengario in modo da stabilire la sua sede a Dogliani.
Nel 1160 lui e Berengario ricoprivano cariche pubbliche a Moretta. Nel 1168 vendette una terra nei pressi di Dogliani, i primi segni di difficoltà finanziarie, e il 30 agosto del 1187 vendette Dogliani per 1150 lire a Manfredo II di Saluzzo. Nel 1180 ricomprò i diritti su Busca. Sostenne un debito di 1033 lire genovesi per l'acquisto dei diritti della città di Alba posseduta in Loreto. Nel 1191 vendette alcuni terreni boschivi nei pressi di Cortemiglia. Infine, il 19 marzo del 1197, facendo uso di donazioni concesse dall'imperatore Enrico VI, riusciva a pagare 700 delle 1033 lire che doveva per Alba. Il 30 settembre del 1195 Manfredo vendette i diritti di alcuni pedaggi a Santa Maria di Pogliola.

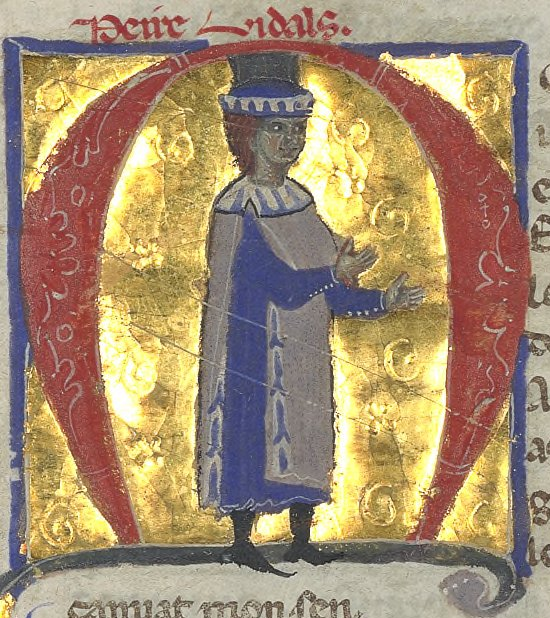
Miniatura raffigurante Peire Vidal

Nel 1192 Manfredo, avuta Asti, muoveva guerra contro Bonifacio I di Monferrato. Nel 1194 Asti vendette i suoi diritti in Loreto a Bonifacio. Il 3 novembre del 1196 vendette tutte le sue terre possedute in Lombardia a Bonifacio e divenne suo vassallo; gli venne concesso il titolo di Conte di Loreto. Tra i suoi vassalli c'erano le famiglie di Agliano, Laerio e Canelli, probabilmente parenti per parte materna. Il suo secondo figlio, Giordano, Iordanus de Lança, avuto nel 1218, prese il cognome "di Agliano". Nel 1198 i nemici di Bonifacio, Asti, Alessandria e Vercelli, invadevano la contea di Loreto, conquistando la cittadina di Castagnole e facendo prigioniero Manfredo. Venne riscattato in cambio della città di Costigliole. Nel 1206 insieme al suo signore, adesso Guglielmo VI di Monferrato, formalmente cedette Castagnole ad Asti insieme alla contea di Loreto in cambio di 4000 lire astigiani.
Le nobili famiglie ghibelline del Piemonte, vedendo sempre più erosi i propri possedimenti a causa del crescente potere dei Comuni, decisero di spostare il loro baricentro di potere nell'Italia meridionale, sede di un Regno feudale centralizzato e, dopo l'avvento della dinastia sveva, legato anche all'Impero, destinatario della fedeltà politica delle casate ghibelline come i Lancia. Nella documentazione relativa al Lancia non è possibile scorgere alcun tentativo di costituire un potere di qualche solidità, ma soltanto un continuo e quasi affannoso bisogno di denaro. Le ragioni del suo indebitamento sono più probabilmente da vedere nelle spese per il mantenimento di uno stile di vita aristocratico e, nel caso specifico, per partecipare alla vita brillante che, almeno dagli ultimi decenni del secolo XII, si svolgeva presso la corte dei marchesi di Monferrato.
Manfredi Lancia fu infatti anche un poeta e trovatore in lingua occitana, venendo citato come "Lança marques" in una tenzone poetica con Peire Vidal.

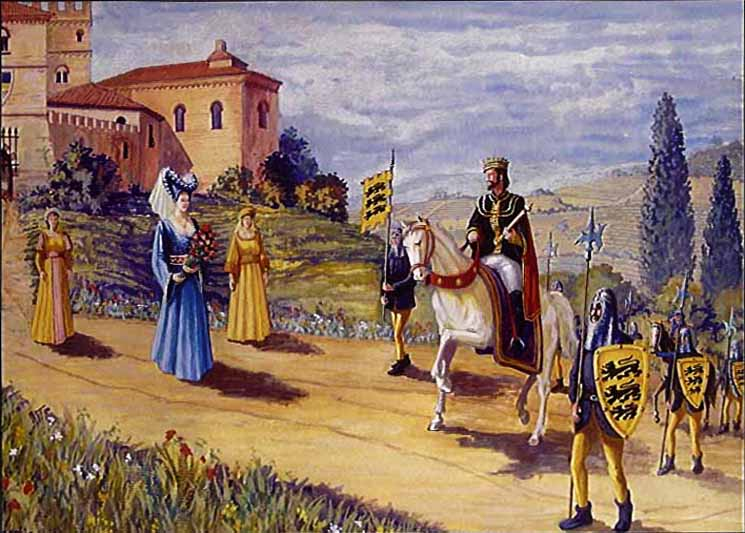
Incontro immaginario tra Federico II e Bianca Lancia

Seguendo la documentazione disponibile, Il 2 luglio 1210 il Lancia risulta presente accanto all'imperatore Ottone IV di passaggio a Torino: nella sua sottoscrizione il soprannome Lancia appare ormai accettato come cognome, fatto che viene confermato l'anno dopo da altre sottoscrizioni in documenti locali.
Il 21 ottobre 1212 il Lancia concesse Boves al vescovo di Asti riottenendolo in feudo a nome suo e in nome "eiusque filii et filie, quos et quas tunc habebat, sui aliique legiptimi heredes futuri", si tratta dell'unico accenno alla presenza di una prole plurima. Tutti i figli erano evidentemente ancora minori poiché essi non vengono citati per nome, né in questo atto né nei seguenti degli anni 1213 e 1214 sempre riguardanti il possesso di Boves. Dal momento che il figlio primogenito Manfredi II, doveva essere nato nel decennio 1185-95, si può pensare che appunto intorno al quel periodo il Lancia avesse preso moglie, il cui nome e famiglia di provenienza rimangono tuttavia ignoti, come ignoto rimane il nome dei figli maschi e femmine, con la sola eccezione di Manfredi II e di un "Iordaninus de Lança".
Il 5 maggio 1214 restituì al vescovo di Asti quanto da lui teneva in Beinette e nello stesso mese diede investitura del luogo di Rossana. Ormai all'incirca settantenne, egli dovette venire a morte in quello stesso anno o nel seguente essendo provato che il Manfredi Lancia attestato nei documenti degli anni successivi è da identificare con il figlio Manfredi II.
Al Lancia è attribuibile anche la paternità di Bianca moglie, forse, di Bonifacio d'Agliano e madre di quella Bianca Lancia, ricordata come la madre di Manfredi di Sicilia.

### I Lancia di Sicilia

#### Apogeo e caduta

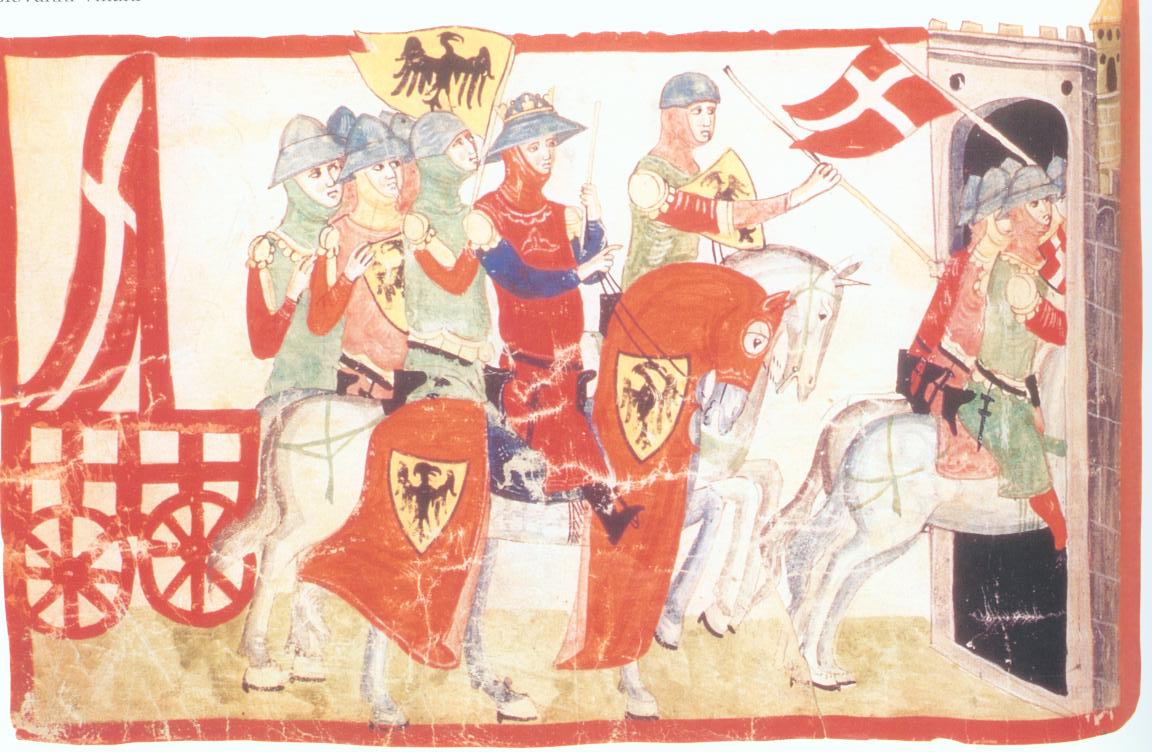
Il trionfo di Federico II sui milanesi dopo Cortenuova (1237)

Il figlio di Manfredo I, Manfredi II, dilectus affinis di Federico II, salì ad alti onori: soprattutto in grazia del favore dell'imperatore, che, invaghitosi di Bianca, figlia di Bonifacio d'Agliano fratello o, secondo alcuni, cognato di Manfredi, l'aveva recata con sé in Sicilia e ne aveva avuto un figlio, il celebre Manfredi di Sicilia, che nella giovinezza e anche da re portò il nome di Lancia, oltre a una figlia Costanza, la quale andò sposa a Giovanni III Ducas, imperatore greco di Nicea. Nel 1246, essendo Federico vedovo d'Isabella d'Inghilterra, sposò Bianca e legittimò Manfredi. Questo fatto pose i Lancia fra i primi personaggi del regno di Sicilia: numerosi e uniti, con l'aiuto dei potenti congiunti Maletta, Aquino, Abate, Alagona, Tornielli, Landi, Pallavicino, Gherardesca, non solo mantennero per un ventennio la predominanza della parte ghibellina, conquistarono per Manfredi Puglie e Sicilia, gli permisero di mantenersi sul trono usurpato, ma, vinti con lui a Benevento, tornarono alla riscossa con Corradino di Svevia, attaccarono gli Angioini per terra e per mare, prepararono il Vespro Siciliano, accompagnarono il ritorno dei re d'Aragona e difesero l'indipendenza dell'isola fino all'avvento di re Martino.
Manfredi II in particolare fu al fianco del cognato Federico per tutta la sua vita. Lo si trova dapprima al seguito del cugino, il marchese Guglielmo VI del Monferrato e nel 1235 accompagnò insieme a lui l'imperatore nella sua spedizione in Germania per l'elezione a Re dei Romani, in seguito alla quale ebbe l'incarico di scortare in Puglia il ribelle figlio dell'imperatore, il re dei Romani Enrico.
Nel 1238 Manfredi assunse la carica di vicario generale dell'Impero e combatté a Cortenuova. Fu poi nominato per molti anni podestà di Alessandria. Negli anni seguenti alternò azioni diplomatiche a interventi militari spesso tesi a riportare l'autorità imperiale sui Comuni che tentavano di ribellarsi (Alessandria, Vercelli, Brescia, Piacenza, Crema, Milano), ma talvolta finalizzati a consolidare il proprio controllo sulle terre feudali di famiglia nel Piemonte meridionale. Nell'estate del 1245 papa Innocenzo IV scomunicò Manfredo, insieme a Federico II e a re Enzo. Alla morte dell'imperatore (19 dicembre 1250), Manfredo sfuggì ai guelfi di Lodi e si trasferì in Piemonte. Quando giunse in Italia Corrado IV, legittimo erede di Federico, Manfredo cercò di rinnovare il patto di fedeltà, ma gli fu preferito Oberto Pelavicino; questa scelta e il duro trattamento che l'imperatore riservò ai Lanza di Sicilia, lo indussero nel 1252 a passare spregiudicatamente nel partito guelfo. Così il 1º gennaio 1253 egli accettò la carica di podestà e capitano di guerra del Comune di Milano e poi di Novara. Alla morte di Corrado IV (maggio 1254), si impegnò militarmente a difendere i suoi possessi in Piemonte: ma fu attaccato nel settembre del 1257 dai pavesi, dagli alessandrini e dal marchese di Monferrato e fu probabilmente ferito a morte in occasione di questo scontro, perché successivamente il suo nome scompare dalle fonti (nell'agosto del 1259 Isolda è documentata figlia del defunto marchese Lancia).
Suoi figli furono Isolda (Isotta), andata sposa a Bertoldo di Hohenburg, tutore di re Manfredi, oltre a un altro Manfredi (III) presente nel Regno dal 1251 e, forse, Beatrice, badessa di Santa Maria di Messina dal 1250 al 1263. Sembra meno probabile che siano da considerare tali anche Galvano e Federico (il primo adulto almeno dal 1240) che furono più verosimilmente suoi nipoti ex fratre, benché le connessioni rimangano assai difficili da stabilire".

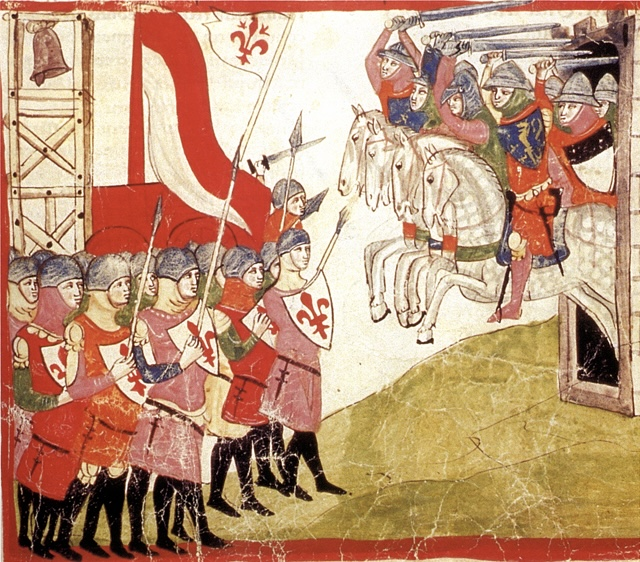
La battaglia di Montaperti (1260)

Galvano Lancia, nipote del secondo Manfredi, già vicario imperiale in Toscana, alla morte dell'imperatore fu del giovane principe Manfredi consigliere, ambasciatore, condottiero contro il papa. Espugnò con lui le città ribelli della Puglia. Nel 1256 al parlamento di Barletta, fu nominato signore del principato di Taranto, conte del principato di Salerno, maresciallo e Gran Conestabile del regno. Suo fratello Federico, conte di Squillace, fu fatto vicario di Calabria, e, nominalmente, della indomata Sicilia. Ma presi Castrogiovanni, Sciacca, Piazza, saccheggiate Trapani ed Erice, espulso da Messina Pietro Ruffo, l'isola fu ridotta all'obbedienza di Manfredi.
Tutto il regno era pacificato, quando vi giunse e l'erede legittimo Corrado IV, ricevuto dal fratello Manfredi con feste. Ma Corrado, geloso del prestigio e della gloria di quest'ultimo e dei suoi, bandì dal regno tutti i Lancia, che nel 1254, subentrato Manfredi nel potere dopo la morte di Corrado, furono reintegrati nei beni e nelle cariche.

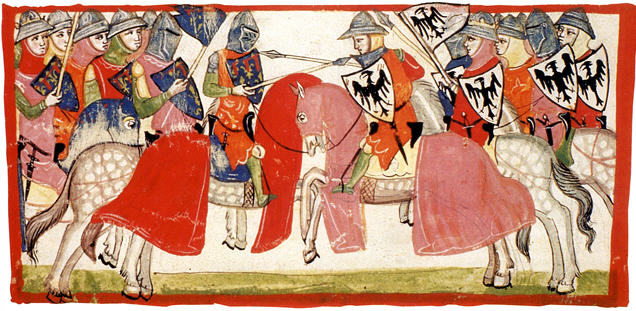
La battaglia di Benevento, miniatura della Nuova Cronica di Giovanni Villani

Durante il regno di Manfredi, Giordano d'Agliano, conte di Sanseverino, fratello o fratellastro di Bianca, fu mandato in soccorso dei Senesi minacciati dai guelfi di Firenze. Con 800 lance tedesche e 1000 altre da lui assoldate, condusse l'esercito senese alla vittoria di Montaperti. In quel tempo la fortuna dei Lancia toccò il culmine: in Toscana, in Umbria e nelle Marche era vicario Giordano; nel Napoletano e nelle Puglie, Galvano; in Calabria, Federico. A Benevento (1256) tutti i Lancia si strinsero intorno al loro re: in prima fila Galvano con le lance tedesche, in seconda Giordano con i ghibellini toscani e lombardi. Dopo la sconfitta, Giordano, coperto di piaghe e di catene, fu trascinato a riconoscere il corpo del suo nipote e signore e dopo, gli occhi strappati, un pugno e un piede tagliato, morì di fame in prigione. Federico invece e Galvano, col figlio Galeotto, riuscirono a fuggire.

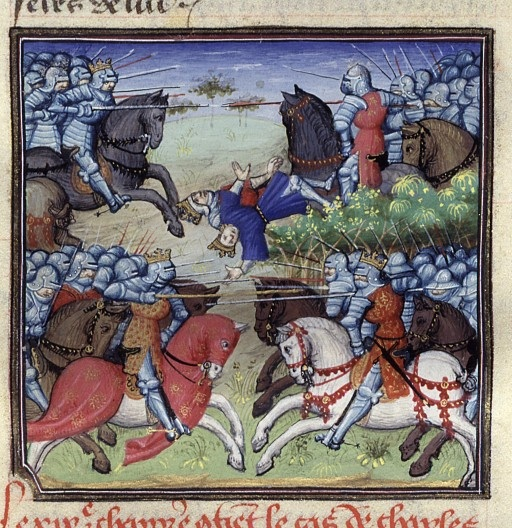
La battaglia di Tagliacozzo, che segnò la caduta degli Svevi e l'esilio dei Lancia superstiti

Rifugiatisi presso Corradino di Svevia, tornarono con lui ed entrarono in Roma a bandiere spiegate; Galvano condusse l'esercito alla conquista del regno. Vinti a Tagliacozzo, furono presi e decapitati insieme. Federico intanto, armate 40 galere pisane scorrazzò vittoriosamente lungo le coste della Sicilia e tentò più volte lo sbarco. Vinto finalmente, si rifugiò in Oriente presso Costanza di Nicea. Figlio di lui (o forse di Manfredi suo fratello) è Corrado I Lancia, ammiraglio di Aragona e Cancelliere del regno, tra i protagonisti delle Guerre del Vespro insieme al cognato Ruggero di Lauria; nel 1283 accompagnò re Pietro e la regina Costanza all'incoronazione a Palermo e morì comandando la flotta siciliana alla Battaglia di Capo d'Orlando nel 1299. Non deve essere confuso con l'omonimo Corrado Lancia miles di Castelminardo, tra i firmatari della Pace di Caltabellotta, probabilmente suo figlio minore. Suo nipote, figlio del fratello Manfredi, fu invece Pietro, conte di Caltanissetta: egli succedette allo zio Corrado, morto in quell'anno, nella guida dei suoi feudi. Sposatosi con una Alagona, da costei ebbe due figlie, Eleonora e Cesarea. Fu uno dei più ricchi feudatari di Sicilia, con un patrimonio il cui reddito fu di oltre 1000 onze annuali, che gli fruttarono dalle terre di Caltanissetta e Naro.
Con la morte di Pietro, che non ebbe eredi maschi, i Lancia persero la contea nissena che passò al duca Giovanni di Randazzo, che nel 1324 sposò la figlia Cesarea, e le terre di Delia, Naro e Sambuca passarono ad Artale Alagona, che sposò Eleonora.

#### I Lancia nel XIV secolo

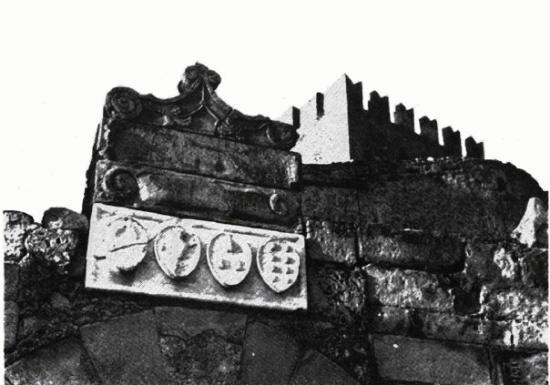
Gli stemmi dei Lancia e degli Alagona all'ingresso del castello di Brolo

Nel Trecento continuarono a rimanere sulla scena politica siciliana diverse famiglie Lancia, le quali aderirono alla Fazione dei Latini, che raggruppava le antiche famiglie normanno-sveve riunite attorno ai Chiaramonte in lotta contro la Fazione dei Catalani. La guerra era la prosecuzione dello scontro tra i Chiaromonte e i Palizzi da un lato e i Ventimiglia dall'altro, che si erano disputati il predominio durante il debole regno di Pietro II (1337-42) e la minorità di suo figlio Ludovico. Ai Lancia e ai Chiaramonte si affiancarono i Palizzi e i Perollo di origine francese e gli Uberti, esuli ghibellini da Firenze. Alla fazione catalana, rimasta fedele ai re Aragonesi successori di Pietro III appartenevano invece i Peralta, essi pure aleramici del ramo di Saluzzo, in quanto discendenti di Filippo di Saluzzo, marito di Sibilla di Peralta, erede di nobilissima schiatta catalana.
Consumata la rottura con gli Aragonesi, parteggiarono per l'indipendenza dell'isola e si opposero all'avvento di re Martino. Con Artale I Alagona, loro parente, e col vescovo Simone del Pozzo, resistettero a lungo a Catania. Vinti, finalmente vennero a patti: Bertrando Lancia detto Bertiramo, domicello di corte e corsaro, rimasto fedele e caro al re Aragonese, ottenne la loro grazia e la restituzione di tutti i loro feudi.
La relazione tra queste famiglie, che tennero svariate baronìe nel messinese come Longi, Piraino, Brolo e Mojo Alcantara, e i Lancia di epoca sveva è di difficile ricostruzione, poiché le relazioni parentali sono incerte dato anche l'elevato numero di membri del prolifico casato. Generalmente li si fa risalire al figlio di Galvano, Galeotto (già fidanzato con Cubitosa d'Aquino, nipote di Federico II e germana del Santo, anche se, secondo Aldo A. Settia, il fidanzamento venne poi rotto). Galeotto scomparve tuttavia dalle fonti nel 1268, quando venne catturato da Carlo d'Angiò insieme al padre dopo Tagliacozzo e come lui decapitato. Secondo la ricostruzione dell'abate Rocco Pirri Galeotto Lancia ebbe invece effettivamente un figlio da Cubitosa che gli sopravvisse, Corrado detto "di Castromainardo", rifugiatosi nel Regno di Aragona insieme alla madre e ai parenti scampati all'Angiò. Nel 1302, ebbe concesso dal re Pietro III d'Aragona il possesso delle baronie di Longi, di Ficarra e di Castania, e le signorie di Galati, Mongelino (in territorio di Mineo), di Piraino, di Rendàculi, di Santa Marina e del castello di Brolo, per i servizi resi alla Corona, poi trasmessi alla sua discendenza.